# Championnat du Japon de football de deuxième division 2016
Navigation
J2 League 2015 J2 League 2017
Le Championnat du Japon de football de deuxième division 2016 est la 18e édition de la J2 League. Le championnat a débuté le 28 février 2016 et s'est achevé le 20 novembre 2016.
Les deux meilleurs du championnat et le vainqueurs des play-offs sont promus en J.League 2017.

## Les clubs participants
Les équipes classées de la 4e à la 20e place de la J2 League 2015, les 16e, 17e et 18e de J.League 2015 et le champion et le 2e de J3 League 2015 participent à la compétition.
| Club                       | Dernière montée | Ville      | Classement 2015 | Entraîneur            | Depuis | Stade                         | Capacité | Nombre de saisons |
| -------------------------- | --------------- | ---------- | --------------- | --------------------- | ------ | ----------------------------- | -------- | ----------------- |
| Matsumoto Yamaga FC        | 2016            | Matsumoto  | 16e             | Yasuharu Sorimachi    | 2012   | Matsumoto Stadium             | 20 000   | 4                 |
| Shimizu S-Pulse            | 2016            | Shizuoka   | 17e             | Shinji Kobayashi      | 2015   | Stade du parc Nihondaira      | 20 299   | 1                 |
| Montedio Yamagata FC       | 2016            | Yamagata   | 18e             | Nobuhiro Ishizaki     | 2014   | Stade du parc Yamagata        | 20 315   | 14                |
| Cerezo Osaka               | 2015            | Osaka      | 4e              | Kiyoshi Okuma         | 2015   | Nagai Ball Gall Field         | 20 500   | 6                 |
| Ehime FC                   | 2006            | Matsuyama  | 5e              | Takashi Kiyama        | 2015   | Ningineer Stadium             | 20 000   | 10                |
| V-Varen Nagasaki           | 2013            | Nagasaki   | 6e              | Takuya Takagi         | 2013   | Nagasaki Athletic Stadium     | 20 246   | 4                 |
| Giravanz Kitakyushu        | 2010            | Kitakyūshū | 7e              | Koichi Hashiratani    | 2013   | Honjo Athletic Stadium        | 10 000   | 7                 |
| Tokyo Verdy                | 2009            | Tokyo      | 8e              | Koichi Togashi        | 2014   | Stade Ajinomoto               | 50 000   | 9                 |
| JEF United Ichihara Chiba  | 2010            | Ichihara   | 9e              | Juan Eduardo Esnáider | 2016   | Fukuda Denshi Arena           | 19 781   | 7                 |
| Hokkaido Consadole Sapporo | 2013            | Sapporo    | 10e             | Shuhei Yomoda         | 2015   | Sapporo Dome                  | 41 484   | 13                |
| Fagiano Okayama            | 2009            | Okayama    | 11e             | Tetsu Nagasawa        | 2015   | City Light Stadium            | 20 000   | 7                 |
| Zweigen Kanazawa           | 2015            | Kanazawa   | 12e             | Hitoshi Morishita     | 2012   | Ishikawa Athletics Stadium    | 20 261   | 2                 |
| Roasso Kumamoto            | 2008            | Kumamoto   | 13e             | Hiroyuki Kiyokawa     | 2016   | Umakana-Yokana Stadium        | 32 000   | 8                 |
| Tokushima Vortis           | 2015            | Tokushima  | 14e             | Ricardo Rodríguez     | 2016   | Pocarisweat Stadium           | 17 924   | 10                |
| Yokohama FC                | 2008            | Yokohama   | 15e             | Hitoshi Nakata        | 2016   | Nippatsu Mitsuzawa Stadium    | 15 046   | 14                |
| Kamatamare Sanuki          | 2014            | Takamatsu  | 16e             | Makoto Kitano         | 2010   | Pikara Stadium                | 30 099   | 3                 |
| Kyoto Sanga FC             | 2011            | Kyoto      | 17e             | Kiyotaka Ishimaru     | 2015   | Nishikyogoku Athletic Stadium | 20 588   | 10                |
| Thespakusatsu Gunma        | 2005            | Kusatsu    | 18e             | Hiroki Hattori        | 2015   | Stade Shoda Shoyu Gunma       | 15 253   | 11                |
| Mito HollyHock             | 2000            | Mito       | 19e             | Takayuki Nishigaya    | 2015   | Stade Mito                    | 12 000   | 16                |
| FC Gifu                    | 2008            | Gifu       | 20e             | Megumu Yoshida        | 2016   | Gifu Nagaragawa Stadium       | 26 109   | 8                 |
| Renofa Yamaguchi FC        | 2016            | Yamaguchi  | 1er             | Nobuhiro Ueno         | 2014   | Ishin Me-Life Stadium         | 15 115   | 1                 |
| FC Machida Zelvia          | 2016            | Machida    | 2e              | Naoki Soma            | 2014   | Machida Stadium               | 8 000    | 2                 |

- Relégué de la J1 League 2015
- Promu de la J3 League 2015

### Localisation des clubs
| \| Clubs du Grand Tokyo · Mito HollyHock (Ibaraki) · Yokohama FC (Kanagawa) · Tokyo Verdy (Tokyo) · JEF United Ichihara Chiba (Chiba) · FC Machida Zelvia (Tokyo) Grand Tokyo Matsumoto Yamaga FC Ehime FC Shimizu S-Pulse Kyoto Sanga FC Cerezo Montedio Yamagata Renofa Thespakusatsu Giravanz Roasso Kumamoto FC Gifu Tokushima Vortis Fagiano Okayama Kamatamare Zweigen Kanazawa Consadole Sapporo Nagasaki \| Localisation des clubs engagés dans le championnat. |
| Clubs du Grand Tokyo · Mito HollyHock (Ibaraki) · Yokohama FC (Kanagawa) · Tokyo Verdy (Tokyo) · JEF United Ichihara Chiba (Chiba) · FC Machida Zelvia (Tokyo) Grand Tokyo Matsumoto Yamaga FC Ehime FC Shimizu S-Pulse Kyoto Sanga FC Cerezo Montedio Yamagata Renofa Thespakusatsu Giravanz Roasso Kumamoto FC Gifu Tokushima Vortis Fagiano Okayama Kamatamare Zweigen Kanazawa Consadole Sapporo Nagasaki                                                           |

| Clubs du Grand Tokyo · Mito HollyHock (Ibaraki) · Yokohama FC (Kanagawa) · Tokyo Verdy (Tokyo) · JEF United Ichihara Chiba (Chiba) · FC Machida Zelvia (Tokyo) Grand Tokyo Matsumoto Yamaga FC Ehime FC Shimizu S-Pulse Kyoto Sanga FC Cerezo Montedio Yamagata Renofa Thespakusatsu Giravanz Roasso Kumamoto FC Gifu Tokushima Vortis Fagiano Okayama Kamatamare Zweigen Kanazawa Consadole Sapporo Nagasaki |

## Compétition

### Classement
Source : CLASSEMENT J.LEAGUE DIVISION 2 2016 sur transfermarkt.fr
| Rang | Équipe                     | Pts | J  | G  | N  | P  | Bp | Bc | Diff |
| ---- | -------------------------- | --- | -- | -- | -- | -- | -- | -- | ---- |
| 1    | Hokkaido Consadole Sapporo | 85  | 42 | 25 | 10 | 7  | 65 | 33 | +32  |
| 2    | Shimizu S-Pulse R          | 84  | 42 | 25 | 9  | 8  | 85 | 37 | +48  |
| 3    | Matsumoto Yamaga FC R      | 84  | 42 | 24 | 12 | 6  | 62 | 32 | +30  |
| 4    | Cerezo Osaka               | 78  | 42 | 23 | 9  | 10 | 62 | 46 | +16  |
| 5    | Kyoto Sanga FC             | 69  | 42 | 18 | 15 | 9  | 50 | 37 | +13  |
| 6    | Fagiano Okayama            | 65  | 42 | 17 | 14 | 11 | 58 | 44 | +14  |
| 7    | FC Machida Zelvia P        | 65  | 42 | 18 | 11 | 13 | 53 | 44 | +9   |
| 8    | Yokohama FC                | 59  | 42 | 16 | 11 | 15 | 50 | 51 | -1   |
| 9    | Tokushima Vortis           | 57  | 42 | 16 | 9  | 17 | 46 | 42 | +4   |
| 10   | Ehime FC                   | 56  | 42 | 12 | 20 | 10 | 41 | 40 | +1   |
| 11   | JEF United Ichihara Chiba  | 53  | 42 | 13 | 14 | 15 | 52 | 53 | -1   |
| 12   | Renofa Yamaguchi FC P      | 53  | 42 | 14 | 11 | 17 | 55 | 63 | -8   |
| 13   | Mito HollyHock             | 48  | 42 | 10 | 18 | 14 | 45 | 49 | -4   |
| 14   | Montedio Yamagata R        | 47  | 42 | 11 | 14 | 17 | 43 | 49 | -6   |
| 15   | V-Varen Nagasaki           | 47  | 42 | 10 | 17 | 15 | 39 | 51 | -12  |
| 16   | Roasso Kumamoto            | 46  | 42 | 12 | 10 | 20 | 38 | 53 | -15  |
| 17   | Thespakusatsu Gunma        | 45  | 42 | 11 | 12 | 19 | 52 | 66 | -14  |
| 18   | Tokyo Verdy                | 43  | 42 | 10 | 13 | 19 | 43 | 61 | -18  |
| 19   | Kamatamare Sanuki          | 43  | 42 | 10 | 13 | 19 | 43 | 62 | -19  |
| 20   | FC Gifu                    | 43  | 42 | 12 | 7  | 23 | 47 | 71 | -24  |
| 21   | Zweigen Kanazawa           | 39  | 42 | 8  | 15 | 19 | 36 | 60 | -24  |
| 22   | Giravanz Kitakyushu        | 38  | 42 | 8  | 14 | 20 | 43 | 64 | -21  |

|  | Promu en J1 League 2017                                   |
|  | Barrages de promotion en J1 League                        |
|  | Barrages de relégation en J3 League                       |
|  | Relégué en J3 League 2017                                 |
|  | P : Promu de J3 League 2015 R : Relégué de J1 League 2015 |

## Barrage promotion
Les demi-finales opposent le 4e contre le 5e et le 3e contre le 6e, les deux vainqueurs s'affrontent dans une finale pour une place en J.League 2017.

### Demi-finale
| 27 novembre 2016 | Matsumoto Yamaga FC | 1 - 2   | Fagiano Okayama              | Matsumoto Stadium, Matsumoto                 |                                              |
| 7h30             | Paulinho 74e        | (0 - 1) | 23e Oshitani · 90+2e Akamine | Spectateurs : 12 200 Arbitrage : Kenji Ogiya | Spectateurs : 12 200 Arbitrage : Kenji Ogiya |
| 7h30             |                     | Rapport | 8e Sawaguchi · 90+4e Iwamasa | Spectateurs : 12 200 Arbitrage : Kenji Ogiya | Spectateurs : 12 200 Arbitrage : Kenji Ogiya |

| 27 novembre 2016 | Cerezo Osaka | 1 - 1   | Kyoto Sanga FC            | Nagai Ball Gall Field, Osaka                   |                                                |
| 7h30             | Kakitani 13e | (1 - 0) | 90e Arita                 | Spectateurs : 13 922 Arbitrage : Hajime Matsuo | Spectateurs : 13 922 Arbitrage : Hajime Matsuo |
| 7h30             |              | Rapport | 42e Girotto · 77e Yoshino | Spectateurs : 13 922 Arbitrage : Hajime Matsuo | Spectateurs : 13 922 Arbitrage : Hajime Matsuo |

### Finale
| 4 décembre 2016 | Cerezo Osaka                | 1 - 0   | Fagiano Okayama | Nagai Ball Gall Field, Osaka                      |                                                   |
| 7h35            | Kiyohara 52e                | (0 - 0) |                 | Spectateurs : 17 086 Arbitrage : Yuichi Nishimura | Spectateurs : 17 086 Arbitrage : Yuichi Nishimura |
| 7h35            | Kiyohara 83e · Kakitani 90e | Rapport |                 | Spectateurs : 17 086 Arbitrage : Yuichi Nishimura | Spectateurs : 17 086 Arbitrage : Yuichi Nishimura |

## Barrage relégation
Un barrage aller-retour entre l'avant dernier du championnat contre le 2e de la J3 League 2016, le vainqueur se maintient ou monter en J2 League 2017
| 27 novembre 2016 | Tochigi SC | 0 - 1   | Zweigen Kanazawa | Tochigi Green Stadium, Utsunomiya            |                                              |
| 4h30             |            | (0 - 0) | 89e Koyanagi     | Spectateurs : 5 369 Arbitrage : Itaru Hirose | Spectateurs : 5 369 Arbitrage : Itaru Hirose |
| 4h30             | Rapport    |         |                  | Spectateurs : 5 369 Arbitrage : Itaru Hirose | Spectateurs : 5 369 Arbitrage : Itaru Hirose |

| 4 décembre 2016 | Zweigen Kanazawa      | 2 - 0   | Tochigi SC   | Toyama Stadium, Toyama                         |                                                |
| 4h30            | Nakami 34e 69e (pen.) | (1 - 0) |              | Spectateurs : 7 130 Arbitrage : Yudai Yamamoto | Spectateurs : 7 130 Arbitrage : Yudai Yamamoto |
| 4h30            | Noda 83e              | Rapport | 71e Miyazaki | Spectateurs : 7 130 Arbitrage : Yudai Yamamoto | Spectateurs : 7 130 Arbitrage : Yudai Yamamoto |

## Statistiques

### Meilleurs buteurs
|                    | Buteur            | Club                       | Buts | MJ |
| ------------------ | ----------------- | -------------------------- | ---- | -- |
| Médaille d'or      | Jong Tae-se       | Shimizu S-Pulse            | 26   | 37 |
| Médaille d'argent  | Ken Tokura        | Hokkaido Consadole Sapporo | 19   | 40 |
| Médaille de bronze | Genki Omae        | Shimizu S-Pulse            | 18   | 30 |
| 4                  | Ibba Laajab       | Yokohama FC                | 18   | 40 |
| 5                  | Ryo Nagai         | V-Varen Nagasaki           | 17   | 41 |
| 6                  | Hiroyuki Takasaki | Matsumoto Yamaga FC        | 16   | 37 |
| 7                  | Kazuki Hara       | Giravanz Kitakyushu        | 16   | 33 |
| 8                  | Yuki Nakashima    | FC Machida Zelvia          | 14   | 42 |
| 9                  | Kenyu Sugimoto    | Cerezo Osaka               | 14   | 41 |
| 10                 | Yuki Oshitani     | Fagiano Okayama            | 14   | 35 |